# A1GP-Autos
Dies ist eine Übersicht über alle Rennautos der A1GP-Serie.

## Lola-Zytek
Der Lola-Zytek wurde in den A1GP-Saisons 2005/2006, 2006/2007 und 2007/2008 eingesetzt.
Das Auto absolvierte seine ersten Testfahrten im August 2004 und wurde dabei von Stephen Watson und Ralph Firman pilotiert; Letzterer übernahm auch die weitere Testarbeit. Bei den Testläufen hinsichtlich der Motorenverträglichkeit des E30-Kraftstoffs vor der dritten Saison saß Jonny Kane am Steuer.

### Maße
Das Auto hat eine Länge von 4833 mm, ist nicht breiter als 1930 mm und hat eine maximale Höhe von 1056 mm. Der Radstand beträgt 3000 mm und die Spurweite vorne 1476 mm und hinten 1468 mm. Es hat ein Gewicht von 695 kg.

### Chassis und Komponenten
Das von Lola International entworfene und gefertigte Fahrgestell besteht aus Sandwichplatten mit Wabenkern aus Aluminium mit Deckschichten aus kohlenstofffaserverstärktem Kunststoff. Es ist links und rechts des Cockpits mit speziellen Platten ausgestattet, die den Fahrer vor einem seitlichen Einschlag schützen sollen. Die einzelnen Fahrzeugteile wie Front- und Heckflügel werden aus Kohlenstofffaser-Prepregs hergestellt, das sind Halbzeuge aus mit Kunstharz imprägnierte Kohlenstofffasergewebe das in Pressformen heiß endverarbeitet wird, also kein Laminat. Das Auto hat ein quer eingebautes sequenzielles Sechsganggetriebe, das von Lola in Zusammenarbeit mit X-Trac entwickelt wurde. Das Getriebegehäuse besteht aus Magnesium, die geradeverzahnten Zahnräder aus einer Stahlegierung. Der gesamte Getriebekomplex ist seitlich eingebaut, um eine bessere Gewichtsverteilung und größere Kompaktheit zu gewährleisten. Die einzelnen Gänge werden mit einer Wippenschaltung am Lenkrad eingelegt, für deren Entwicklung Zytek Engineering verantwortlich ist. Das von Sparco hergestellte Lenkrad hat einen Durchmesser von 280 mm, eine digitale Anzeige und eine für heutige Motorsportverhältnisse typisch abgeflachte Form. Es wirkt auf das Ritzel der Zahnstangenlenkung.  Das Auto ist mit AP-Scheibenbremsen mit Vierkolbensätteln ausgestattet. Die Räder sind vorn und hinten an doppelten Querlenkern aufgehängt und die innenliegenden Federn und Dreifachdämpfer werden über Schubstangen („push rod“) betätigt.

### Motor
Der von Zytek Engineering speziell für dieses Auto entwickelte 3,4-Liter-V8-Motor trägt die Bezeichnung ZA1348. Er erzeugt eine Leistung von circa 382 kW (520 PS), wobei mit dem sogenannten PowerBoost-Knopf 30 zusätzliche PS freigeschaltet werden können. Der Motorblock besteht aus einer Aluminiumlegierung. Der Motor enthält elektronische Saugrohreinspritzung, vier Nockenwellen sowie vier Ventile pro Zylinder und wiegt lediglich 120 kg. Seine Haltbarkeit ist so kalkuliert, dass zwei Motoren ausreichen, um eine komplette Saison zu überstehen.

### Treib- und Schmierstoffe
Von Beginn der ersten Saison an bis einschließlich des Zhuhai-Rennwochenendes 2007 diente bleifreies Benzin mit einer Oktanzahl (ROZ) von 100 als Kraftstoff. Von Taupo 2008 bis zum Ende der dritten Saison wurde der umweltfreundlichere Kraftstoff Hiperflo™ E30 genutzt. Dieser besteht zu 30 Prozent aus Ethanol, das aus in Europa angebauten Zuckerrüben gewonnen wird. Ziel war, hierdurch die CO2-Emissionen um 21 Prozent zu reduzieren und den Ausstoß von Stickstoffoxiden zu verringern (siehe A1GP#Ökologische Ansätze).
Als Schmiermittel für die Trockensumpfschmierung wurde synthetisches Öl von Mobil 1 verwendet.

### Reifen

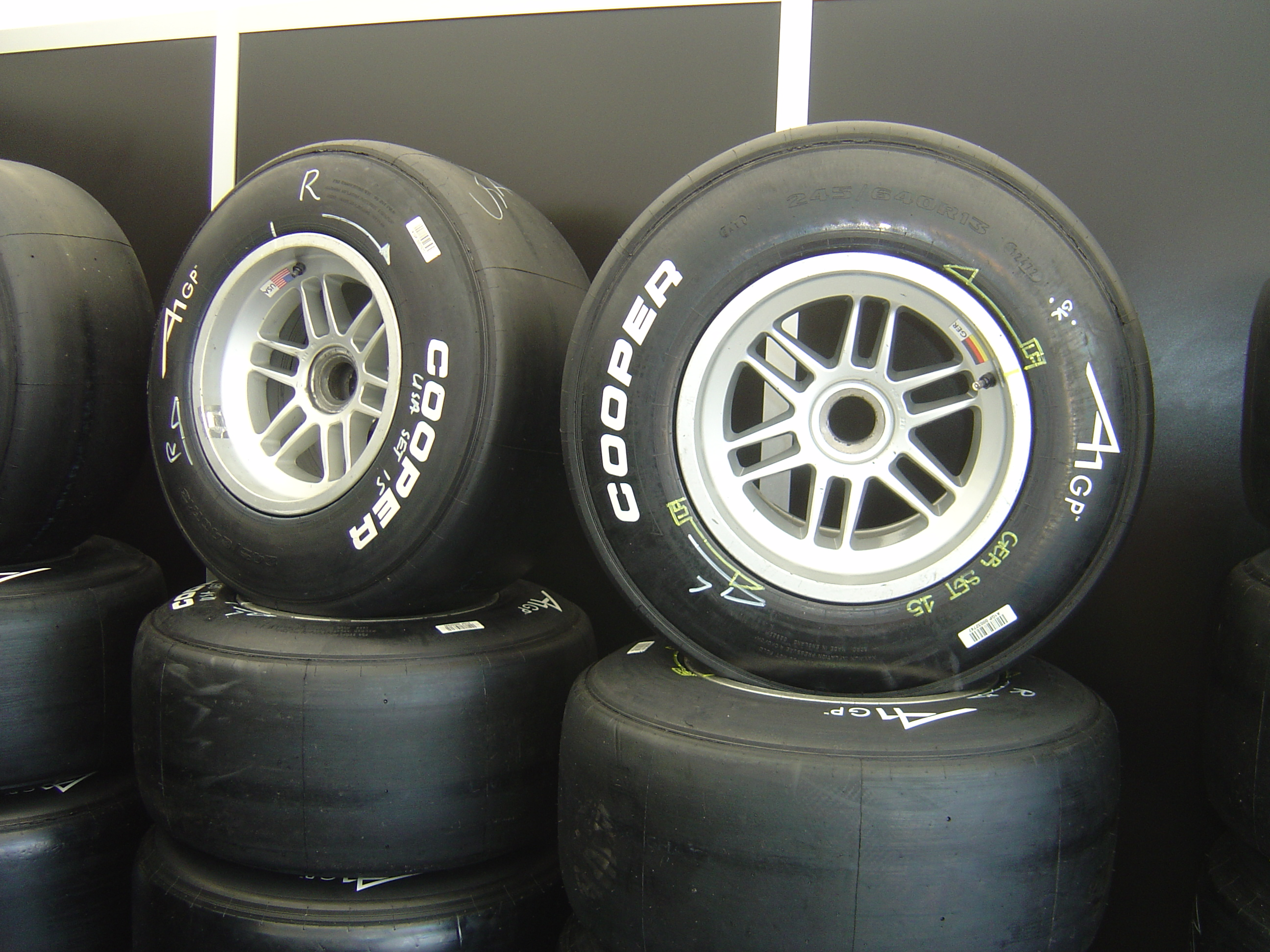
Slicks von Cooper Tires

Die Reifen für das Auto wurden von Cooper Tires hergestellt. Es gab sie in zwei Spezifikationen: als profillose Trockenreifen (Slicks) und als Regenreifen. Gummimischung und Profil letzterer wurde so angepasst, dass sie sowohl den Anforderungen bei monsunartigen Regenfällen als auch denen bei abtrocknender Strecke genügen.
Die Räder liefert OZ, sie haben zwölf Speichen. Die Vorderräder sind 11,75 Zoll breit, die Hinterräder 16 Zoll; bei einem Durchmesser von jeweils 13 Zoll.

### Sicherheit
Vor dem ersten Renneinsatz musste das Auto die üblichen Crashtests der FIA durchlaufen. Dabei wurde unter anderem der Überrollbügel einer Belastung von 7,5 Tonnen sowie das Chassis einem Frontalaufprall mit einer Geschwindigkeit von 12 Metern pro Sekunde (ca. 43 km/h) und Beschleunigungen von bis zu 60g ausgesetzt. Wie in höheren Rennklassen üblich, wird ein exakt an den Körper des Fahrers angepasster, im Ernstfall herausnehmbarer Sitz verwendet. Eine mit Conforfoam gepolsterte Kopfstütze soll die Belastung des Kopfes abmildern. Des Weiteren sollen ein Sparco-Sechs-Punkt-Gurt und das inzwischen in der Motorsportszene obligatorische HANS-System die Sicherheit des Fahrers garantieren.

### Aerodynamik
Das Auto wurde von Lola International so gestaltet, dass es besonders wenig „Dirty Air“ erzeugt. Hiermit soll ein dichteres Heranfahren an das vorausfahrende Fahrzeug und dadurch bessere Überholgelegenheiten ermöglicht werden. Der speziell entwickelte Frontflügel soll diesen Effekt noch verstärken.
Die Umströmung der Karosserie wurde zunächst im Rechner simuliert und dann im Windkanal aerodynamisch getestet.

### Kameras
Zur Grundausstattung des Autos gehören sieben Kameras, von denen je eine neben den Streben der vorderen Radaufhängung (nach vorne, erzeugt eine flache Ansicht der Strecke), am Cockpitrand (nach hinten, auf den Fahrer gerichtet), im Überrollbügel (nach vorne, klassische Ansicht), über der Schulter des Fahrers (nach vorne, ins Cockpit) und unterhalb des Heckflügels (nach hinten) sowie zwei an den Seiten des Heckflügels (nach vorne) angebracht sind. Im Laufe der Saisons wurden immer wieder neue Kamerapositionen ausprobiert, so gab es zum Beispiel beim Rennwochenende in Zhuhai 2007 eine „Motorkamera“.
Mit dem Auto werden Beschleunigungen um 3,5g und Spitzengeschwindigkeiten von bis zu 290 km/h erreicht. Es beschleunigt von 0–100 km/h in unter vier Sekunden.

### Auto GP

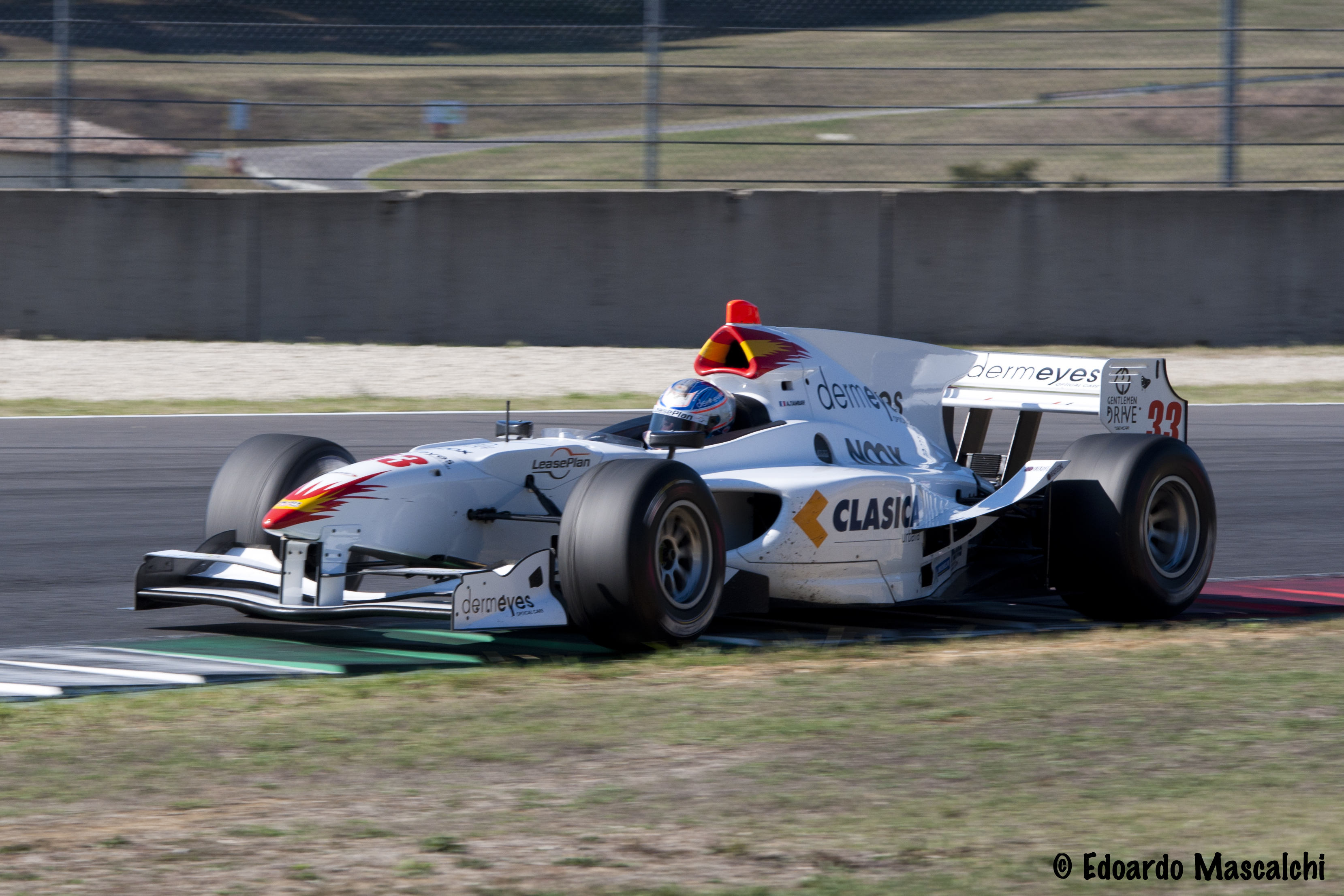
Lola B05/52 der Auto-GP-Serie

Der Lola-Zytek wird unter der Bezeichnung Lola B05/52 seit 2009 – mit neuem Heck- und Frontflügel, neuer Finne im Bereich der Motorabdeckung (nun Typ „Haifischflosse“) sowie Michelin-Bereifung – in der Auto-GP-Serie eingesetzt.

## A1-Ferrari

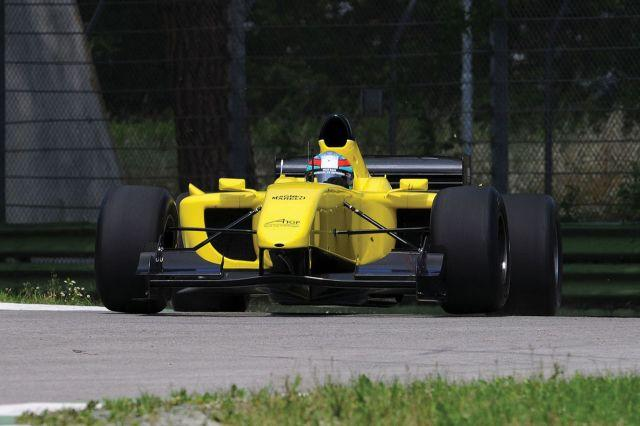
Der A1-Ferrari bei Testfahrten in Imola vor der Saison 2008/2009

Der A1-Ferrari kam in der A1GP-Saison 2008/2009 zum Einsatz. Das Chassis wurde unter der Leitung von John Travis, dem Technischen Direktor der Serie, und mit Unterstützung des ehemaligen Ferrari-Designers Rory Byrne in einer Fabrik in Bognor Regis (Großbritannien) entwickelt und gebaut, wobei als Vorbild Byrnes letztes Formel-1-Auto, der Ferrari F2004, diente, mit dem das Team aus Maranello 2004 die Fahrer- und Konstrukteursweltmeisterschaft gewinnen konnte.
Ende Mai 2008 durchlief der A1-Ferrari seinen ersten Shakedown. In den folgenden vier Monaten vor dem Saisonstart wurde er ausgiebigen Testfahrten unterzogen, wobei Andrea Bertolini, Thomas Biagi, Patrick Friesacher, Marc Gené, Jonny Kane und Danny Watts als Testfahrer zum Einsatz kamen.

### Maße
Das Auto ist 4814 mm lang. Es hat einen Radstand von 3100 mm sowie Spurweiten von 
2014 mm (vorne) und 2028 mm (hinten) – jeweils mit Reifen – und wiegt maximal 695 kg mit Fahrer, aber ohne Kraftstoff. Die Bodenfreiheit beträgt 27 mm.

### Chassis und Komponenten

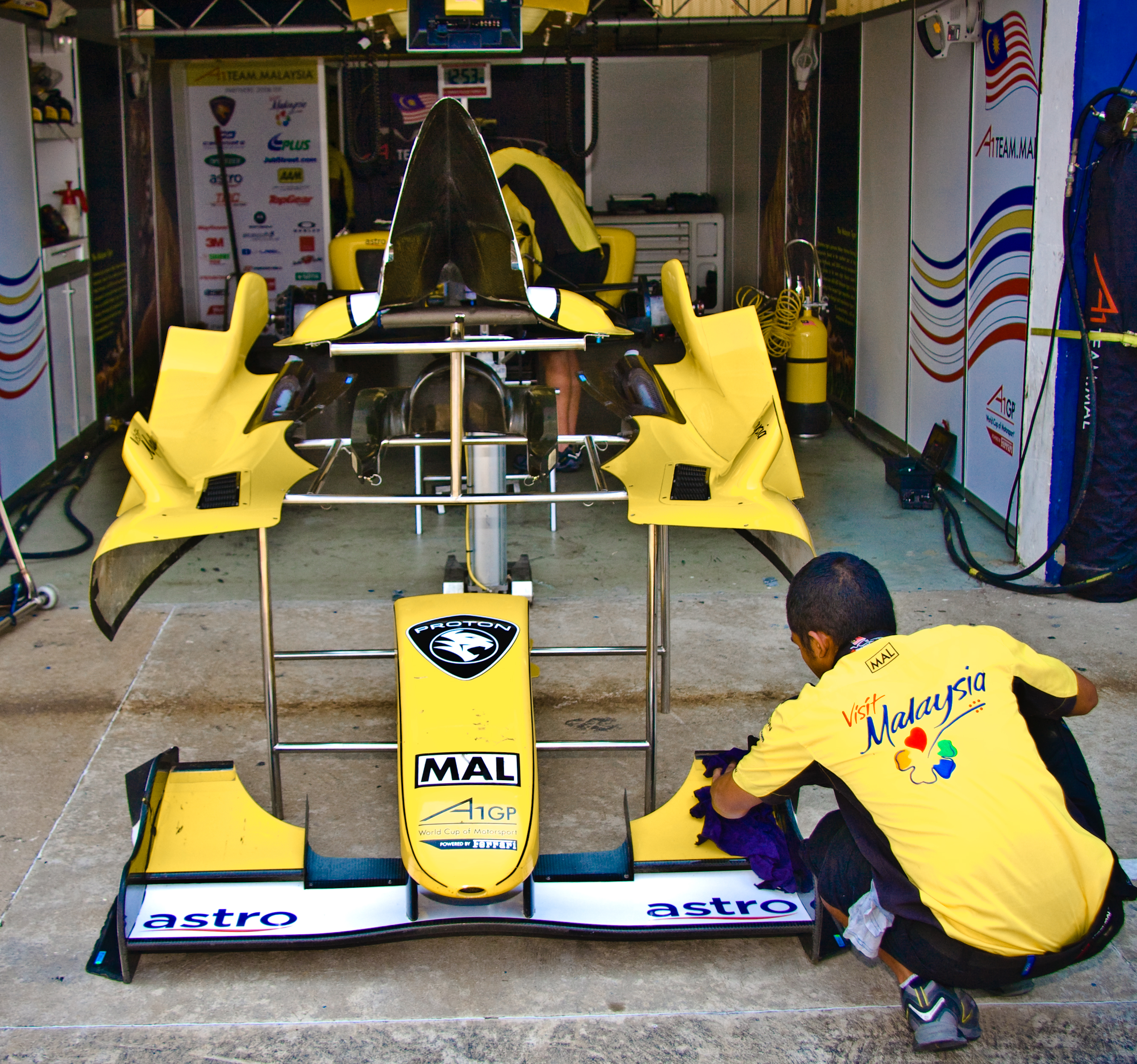
Vom Chassis entfernte Fahrzeugteile in Sepang 2008

Auch diesem Chassis dienen als Grundgerüst Sandwichplatten mit einem Wabenkern aus Aluminium und Deckschichten aus CFK. Anbauteile wie Front- und Heckflügel bestehen aus leichten Verbundwerkstoffen.
Das sequentielle Sechsganggetriebe ist längs eingebaut und wirkt über Tripodegelenke auf die Antriebswellen. Das Lenkrad ist in seiner Ausstattung und seinem Erscheinungsbild mit dem des Lola-Boliden vergleichbar – mit digitaler Anzeige und einem Durchmesser von ebenfalls 280 mm. Die Scheibenbremsen mit Bremsscheiben aus Kohlenstofffaserverstärkter Keramik und Sechskolbensätteln aus Aluminium lieferte Brembo. Die zweifach verstellbaren VBP-45-Dämpfer kommen von Penske. Der Kraftstofftank von ATL hat ein Fassungsvermögen von circa 150 Litern und ist darauf ausgelegt, Treibstoff mit bis zu 50-prozentigem Ethanolanteil aufnehmen zu können. Die drei Kupplungsscheiben bestehen aus kohlenstofffaserverstärktem Kohlenstoff mit Stahlnabe von AP.

### Motor
Der von Ferrari S.p.A entwickelte 90-Grad-V8-Motor hat ein Volumen von 4500 cm³.
Er erzeugt eine Leistung von ca. 600 PS (448 kW) bei aktiviertem PowerBoost-Button. Der Motor hat vier obenliegende Nockenwellen, vier Ventile pro Zylinder und eine Benzindirekteinspritzung. Der Zylinderblock wurde per Aluminiumdruckguss gefertigt, der Zylinderkopf per Sandguss. Er ist 666,5 mm breit, 446 mm hoch und 569 mm lang. Er wiegt 160 kg und erzeugt ein Drehmoment von 550 Nm. Seine Zündkerzen stammen von NGK, das Motormanagement übernimmt das Motorsteuergerät Bosch MED 9.6.

### Treibstoff
Der Kraftstoff ist E10-Benzin von Shell mit einer Oktanzahl (ROZ) von 102.

### Reifen
Die Reifen für das Auto werden von Michelin produziert. Sie werden in zwei Versionen hergestellt: als Slicks und als Regenreifen. Die Vorderreifen wiegen 10,3 kg und die hinteren 11,4 kg, wobei die Hinterreifen für Regenbedingungen etwas schmaler und somit ein wenig leichter sind (11,2 kg).
Die Vorderräder haben eine Breite von 12 Zoll, die Hinterräder eine von 14 Zoll; jeweils bei einem Durchmesser von 13 Zoll.

### Sicherheit
Das Auto wurde auf alle geltenden Sicherheitsstandards der FIA zu Unfällen getestet. Die Unversehrtheit des Fahrers soll durch einen Sechs-Punkt-Gurt von Sabelt in Kombination mit dem HANS-System gewährleistet werden.

### Aerodynamik
Das Design basiert auf jenem des Formel-1-Ferrari F2004 – mit den Vor- und Nachteilen der damaligen Aerodynamikkonfiguration. Allerdings wurde bei den Windkanal-Studien darauf geachtet, den Anpressdruck des Wagens zu maximieren und damit ein dichteres Hinterherfahren besonders in Kurven zu ermöglichen, ohne jedoch zu viel an Höchstgeschwindigkeit einzubüßen.

## Vergleich
| Kenngröße              | Daten |
| ---------------------- | --- |
| Foto: Lola-Zytek       | Lola-Zytek in Zandvoort 2006                                                                                           |
| Länge:                 | 4833 mm |
| Breite:                | max. 1930 mm |
| Höhe:                  | max. 1056 mm |
| Radstand:              | 3000 mm |
| Spurweite vorn:        | 1476 mm |
| Spurweite hinten:      | 1468 mm |
| Bodenfreiheit:         | unbekannt, jedoch ein wenig niedriger                                                                                  |
| Bauweise:              | Monocoque in Sandwichbauweise mit Wabenkern aus Aluminium und Deckschichten aus kohlenstofffaserverstärktem Kunststoff |
| Gewicht:               | max. 695 kg |
| Radaufhängung:         | doppelte Querlenker, innenliegende, über Schubstangen („push rod“) betätigte Feder mit dreifach verstellbarem Dämpfer  |
| Bremsen:               | Scheibenbremsen, Scheiben aus Metall                                                                                   |
| Getriebe:              | sequenziell |
| Gänge:                 | sechs |
| Schaltung:             | Wippe |
| Motor:                 | 3,4-Liter-V8 |
| -gewicht:              | 120 kg |
| Leistung:              | 527 + 30 PS |
| Drehmoment:            | unbekannt |
| Kraftstoff:            | Benzin bleifrei, 100 Oktan E30                                                                                         |
| Radgröße:              | vorn: 13 × 11,75 Zoll hinten: 13 × 16 Zoll                                                                             |
| Reifengröße:           | – |
| Höchstgeschwindigkeit: | max. 290 km/h |

| Kenngröße              | Daten |
| ---------------------- | --- |
| Foto: A1-Ferrari       | A1-Ferrari in Kyalami 2009                                                                                             |
| Länge:                 | 4814 mm |
| Breite:                | unbekannt, jedoch breiter                                                                                              |
| Höhe:                  | unbekannt |
| Radstand:              | 3100 mm |
| Spurweite vorn:        | 2014 mm (inkl. Reifen)                                                                                                 |
| Spurweite hinten:      | 2028 mm (inkl. Reifen)                                                                                                 |
| Bodenfreiheit:         | 27 mm |
| Bauweise:              | Monocoque in Sandwichbauweise mit Wabenkern aus Aluminium und Deckschichten aus kohlenstofffaserverstärktem Kunststoff |
| Gewicht:               | 695 kg (inkl. Fahrer, exkl. Sprit)                                                                                     |
| Achsaufhängung:        | doppelte Querlenker, innenliegende, über Schubstangen („push rod“) betätigte Feder mit zweifach verstellbarem Dämpfer  |
| Bremsen:               | Scheibenbremsen, Scheiben aus Siliciumcarbidkeramik                                                                    |
| Getriebe:              | sequenziell |
| Gänge:                 | sechs |
| Schaltung:             | Wippe |
| Motor:                 | 90° V8 |
| -gewicht:              | 160 kg |
| Leistung:              | 540 + 60 PS |
| Drehmoment:            | 550 Nm |
| Kraftstoff:            | E10, 102 Oktan |
| Radgröße:              | vorn: 13 × 12 Zoll hinten: 13 × 14 Zoll                                                                                |
| Reifengröße:           | vorn: 26 × 64 × 13 hinten: 35 × 66 × 13 bei Regenreifen: 26 × 64 × 13 und 32 × 66 × 13                                 |
| Höchstgeschwindigkeit: | max. 300 km/h |

### Unterschiede
Die wichtigsten Unterschiede des A1-Ferraris zum Lola-Zytek sind:
Er hat
- eine stärker ausgeprägte Aerodynamik
- Bremsscheiben aus kohlenstofffaserverstärkter Siliciumcarbidkeramik statt aus Metall
- eine Antriebsschlupfregelung (Launch Control)
- weniger stark variierende Reifenbreiten